# Заступник боса

Структура мафії

Заступник боса також андербос (італ. sottocapo) — посада в структурі організованих злочинних угруповувань, яка притаманна злочинним сім'ям сицилійської, грецької та американської мафії. Є другою за значимістю особою в ієрархії сім'ї. Заступник боса інколи є членом родини самого боса, наприклад син, який готовий очолити сім'ю в разі смерті, хвороби або позбавлення волі батька. Посаду вперше запровадили в сім'ї Дженовезе приблизно з середини 1960-х років. Вона також була притаманна Детройтській сім'ї та Чиказькому угрупованню.
Влада заступника боса суттєво відрізняється — деякі заступники є лише номінальними фігурами, в той час як інші є найвпливовішими людьми в сім'ї. Традиційно вони керують повсякденними справами сім'ї. Якщо при живому заступнику, босом сім'ї стає нова людина, то він може відсунути свого заступника на другорядні ролі або й навіть убити його. З іншого боку, якщо щось стається з босом, то його місце займає заступник, ставши виконуючим обов'язки. Оскільки боси часто відбувають великі терміни у в'язниці, виконувач обов'язків боса може фактично очолити сім'ю, зробивши боса лише номінальним головою.
В більшості сімей заступник вирішує багато суперечок. В залежності від серйозності проблеми він може консультуватися зі своїм босом. Деякі конфлікти вирішуються напряму з босом. В таких ситуаціях заступник може лише висловлювати свою думку. В будь-якому випадку, останнє рішення завжди за босом. Це часто дратує амбітних заступників та може привести до проблем в середині організації.
Заступник боса отримує грошовий дохід різними способами. Наприклад, він може бути партнером в рекеті, й відповідно мати свою частку. Також декілька капо передають конверти з грошима босу через заступника, з яких він теж має відсоток.
Так само як у боса є консильєрі, заступник може мати свою праву руку. Ця правиця може говорити від його імені або і виконувати різного роду доручення.